# Cipangramatan
Cipangramatan is een bestuurslaag in het regentschap Garut van de provincie West-Java, Indonesië. Cipangramatan telt 10.288 inwoners (volkstelling 2010).